# Straumsfjorden i Troms
 For alternative betydninger, se Straumsfjorden. (Se også artikler, som begynder med Straumsfjorden)
Straumsfjorden er en fjord (egentlig et sund) på sydsiden af Kvaløya i Tromsø og Balsfjord kommuner i Troms og Finnmark fylke  i Norge. Fjorden går  18 kilometer mod øst fra Malangen til Balsfjorden.
I vest starter fjorden mellem Kvalnes i nordvest og Gamnes i sydøst. Mjelde er en bygd på nordsiden af fjorden øst for Kvalnes. Længere mod øst går Vollbukta mod nord til bygden Straumsbukta. Tværs over fjorden for Vollbukta ligger bygden Vollstad på den anden sida. 
Midt i fjorden i den østlige del ligger Ryøya. På nordsiden af øen går Storstraumen eller Rystraumen og på sydsiden går Litjestraumen. Øst for øen  ligger bygden Vikran på sydsiden. Den tidligere færgeforbindelse over fjorden til Larseng på nordsiden blev i 2011 erstattet af Ryatunnelen, som er en del af fylkesvej 858. Byen Tromsø ligger omkring ti kilometer længere mod nordøst.
Fylkesvej 286 (Troms) går langs sydsiden af fjorden, mens Fylkesvej 54 (Troms) går langs nordsiden.